# Tito & Tarantula
A Tito & Tarantula amerikai rockegyüttes. 1992-ben alakultak Los Angelesben. Alapító tagja Tito Larriva.
Legismertebb dalaik az "After Dark", "Back to the House That Love Built", "Strange Face of Love" és az "Angry Cockroaches". Szerepelnek továbbá Robert Rodriguez Alkonyattól pirkadatig című filmjében is, ahol az After Dark című dalt adták elő.
"Back to the House That Love Built", "White Train" és "Strange Face of Love" című dalaik hallhatóak Rodriguez korábbi, Desperado című filmjében is, illetve Larriva is feltűnik kisebb szerepben.

## Diszkográfia
- Tarantism (1997)
- Hungry Sally & Other Killer Lullabies (1999)
- Little Bitch (2000)
- Andalucia (2002)
- Back into the Darkness (2008)
- Lost Tarantism (2015)
- 8 Arms to Hold You (2019)

## Tagok
- Tito Larriva – ének, ritmusgitár (1992-)
- Jeff Herring – gitár, vokál (2011-)
- Lolita Carroll – basszusgitár, vokál (2013-)
- Victor Ziolkowski – dob (2011-)

Korábbi tagok
- Peter Atanasoff – gitár, vokál (1992–2006)
- Jennifer Condos – basszusgitár, vokál (1993–1999)
- Lyn Bertles – hegedű, mandolin, vokál (1993–1998)
- Andrea Figueroa – hegedű, mandolin, furulya, gitár, vokál (1999–2000)
- Marcus Praed – zongora, vokál, basszusgitár, gitár
- Johnny "Vatos" Hernandez – ütős hangszerek, dob, vokál (1997-2001)
- Nick Vincent – dob, ütős hangszerek, vokál (1992–1998)
- Adrian Esparza – gitár, ének (1992)
- Richard Edson – ütős hangszerek (1992–1994)
- Tony Marsico – basszusgitár (1992)
- Debra Dobkin – ütős hangszerek (1995–1997)
- Petra Haden –  hegedű, mandolin, gitár (1998)
- Bobby Dean Higgins – vokál (1998–1999)
- Io Perry – basszusgitár, vokál
- Abbie Travis – basszusgitár
- Achim Farber – dob
- Dominique Davalos – basszusgitár, vokál
- Rafael Gayol – dob
- Steven Hufsteter – gitár, vokál
- Alfredo Ortiz – dob (2005, 2008–2011)
- Caroline "Lucy LaLoca" Rippy – basszusgitár, vokál (2007–2013)
- Sammi Bishop – dob